# Rosie O'Donnell
Roseann „Rosie” O'Donnell (n. 21 martie 1962, Commack⁠(d), Suffolk, New York, SUA) este o comediană, producătoare, prezentatoare de televiziune și actriță americană. Își începe cariera stand-up în adolescență, câștigând de cinci ori concursul de talente Star Search. În 1984, O'Donnell se mută în Los Angeles, făcându-se remarcată în sitcom-ul NBC, Gimme a Break!. După o serie de roluri în filme și seriale, care au introdus-o mai bine publicului american, O'Donnell a devenit gazda propriei emisiuni, The Rosie O'Donnell Show, difuzată între 1996 și 2002. Talk-show-ul din timpul zilei câștigă 25 de Premii Emmy. Poreclită Queen of Nice (ro: Regina Drăguțului), Rosie se implică în diferite cauze sociale, încurajând dreptul la adopție al persoanelor LGBT.

## Copilărie
Rosie O'Donnell a fost născută și crescută în Commack, Long Island, New York. Este al treilea din cei cinci copii ai lui Roseann Teresa (n. Murtha; 1934–1973) și Edward Joseph O'Donnell (1933–2015). Tatăl lui O'Donnell emigrase în copilărie din Comitatul Donegal, Irlanda, iar mama sa era irlandezo-americană. Fratele său mai mare este politicianul Daniel J. O'Donnell, membru al New York State Assembly. Pe 17 martie 1973, cu patru zile înainte să împlinească 11 ani, Rosie își pierde mama, bolnavă de cancer la sân. O'Donnell studiază la Commack High School, unde este votată regina balului, șefa clasei a XII-a și clovnul clasei.

## Carieră

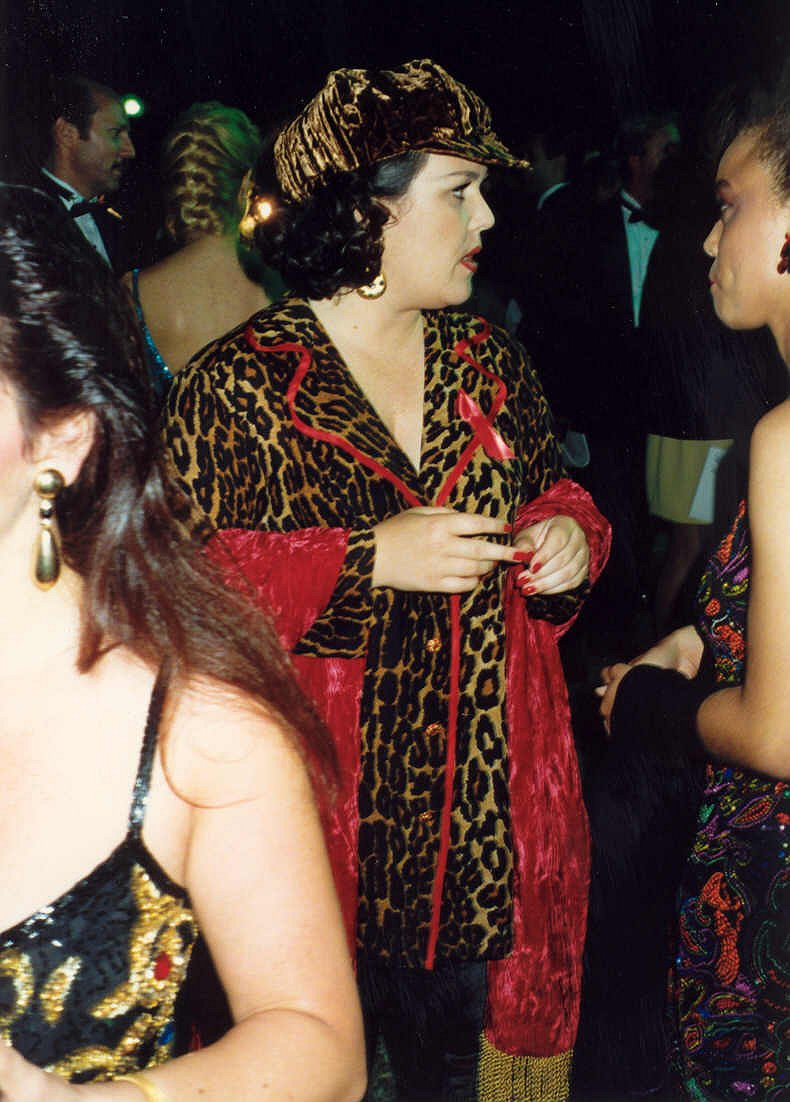
Rosie O'Donnell la Premiile Emmy, 1992

Din 1979 până în 1984, O'Donnel străbate Statele Unite ale Americii ca membră a unei linii de comedieni. După succesul Star Search, debutează pe micile ecrane în 1986, interpretând-o pe Maggie O'Brien în serialul Gimme a Break! (1981-1987). În 1988, se alătură stației video VH1, prezentând clipuri muzicale și segmentul Stand-up Spotlight, gândit a promova noua generație de comedieni. Joacă în sitcomul Stand by Your Man, produs de Fox. Serialul se dovedește a fi un eșec, cotrabalansând reușita carierei lui O'Donnell în lungmetraje. În 1992, o interpretează pe Doris Murphy în comedia A League of Their Own, film ce-i avea în distribuție și pe Tom Hanks, Madonna și Geena Davis. O'Donnell se împrietenește cu Regina muzicii pop pe platoruile de filmare, menționând mai târziu într-un interviu Oprah: „Madonna a fost prima femeie pe care am cunoscut-o ce și-a pierdut, de asemenea, mama în copilărie”. Printre filmele memorabile ale lui O'Donnell se numără Nopți albe în Seattle (1993), The Flintstones (1994) și Tarzan (1999), în care actrița își împrumută vocea gorilei Terk.
În 1996, O'Donnell a început găzduirea emisiunii The Rosie O'Donnell Show, pentru compania sa de producție, KidRo Productions. Semnătura talk-show-ului erau interviurile degajate cu invitații, momentele muzicale și interacțiunile cu spectatorii. Originară din New York, O'Donnell și-a exprimat dragostea pentru Broadway invitând actori și încurajându-și publicul să meargă la spectacole. După masacrul de la liceul Columbine, Rosie a susținut controlul armelor în Statele Unite, alăturându-se și marșului Million Mom. În emisiunea din 19 aprilie 1999, O'Donnell declară „Nu este voie să deții o armă, și dacă tu chiar ai una, eu cred că ar trebui să mergi la închisoare”.
După atentatele din 11 septembrie 2001, Broadway-ul și industria turismului din New York au fost grav afectate. O'Donnell s-a numărat printre persoanele publice care au încurajat publicul să frecventeze și să susțină artele spectacolului. A anunțat că donează un milion de dolari în ajutorul eforturilor de salvare, motivând vedete și cetățeni să „dea până doare”.
În 2002, O'Donnell își părăsește emisiunea. Talk-show-ul său este înlocuit de The Caroline Rhea Show, care rezistă pentru un singur sezon.
Din septembrie 2006 până în 2007, O'Donnell patronează ca gazdă a emisiunii The View, înlocuind-o pe Meredith Vieira. Audiențele tak-show-ului cresc simțitor, printre factorii succesului numărându-se învrăjbirea dintre O'Donnell și omul de afaceri Donald Trump și disputele cu privire la administația Bush și războiul din Irak. În mai 2007, O'Donnell este listată de revista Time în topul celor mai influente 100 de persoane din lume. Între 2009 și 2011, Rosie prezintă Rosie Radio pe Sirius XM Radio, iar între 2011 și 2012 găzduiește un al doilea talk-show, The Rosie Show, pe postul OWN. Se întoarce la The View în 2014, renuțând după o perioadă de cinci luni din cauza unor probleme personale. Între 2017 și 2019, O'Donnell face parte din distribuția serialului SMILF.

## Viață personală
O'Donnell a fost rezidentă a satului Nyack din New York după cumpărarea proprietății „Pretty Penny”, fosta locuință a actriței Helen Hayes. În 2000, comediana vinde casa omului de afaceri Edward M. Kopko. În prezent, Rosie trăiește în South Nyack, New York și deține o casă în West Palm Beach, Florida.
O'Donnell este democrată. În 2002, cu câteva luni înaintea încheierii  talk-show-ului său, O'Donnell declară public că este lesbiană. Știrea atrage reacții negative din partea unor activiști LGBT, care etichetează madiatizata sa feblețe pentru actorul Tom Cruise drept falsă. O'Donnell răspunde într-unul dintre spectacolele sale, zicând „Am spus că am vrut să-mi tundă gazonul și să-mi aducă limonadă. N-am spus niciodată c-am vrut să i-o sug.”
O'Donnell a adoptat primul său copil, Parker Jaren O'Donnell, în 1995. Pe 24 februarie 2004, O'Donnell se căsătorește cu Kelli Carpenter, fostă directoare de marketing pentru Nickelodeon. Cele două au împreună patru copii: Parker Jaren O'Donnell (n. 1995), Chelsea Belle O'Donnell (n. 1997), Blake Christopher O'Donnell (n. 1999) și Vivienne Rose O'Donnell, născută de Carpenter în 2002, prin înseminare artificială. În 2000, cuplul primește în familie o fată pe nume Mia (n. 1997), cu intenția de a o adopta. Un an mai târziu, statul Florida le înlăturează copilul, motivând-o pe Rosie să lupte pentru anularea legii din Florida ce interzice adopția în rândul cuplurilor de același sex. Carpenter și O'Donnell se despart în 2007.
Pe 9 iunie 2012, O'Donnell se căsătorește cu Michelle Rounds. Pe 9 ianuarie 2013, cele două anunță că au adoptat o fată pe nume Dakota. După doi ani de căsnicie, O'Donnell înaintează actele pentru divorț. Separerea se finalizează în octombrie 2015. Rounds se sinucide în septembrie 2015.

## Filmografie

### Televiziune
| An        | Titlu                                 | Rol                    | Note                                     |
| --------- | ------------------------------------- | ---------------------- | ---------------------------------------- |
| 1986–87   | Gimme a Break!                        | Maggie O'Brien         | Membră a distribuției                    |
| 1988–91   | Stand-Up Spotlight                    | Gazdă                  | Producătoare                             |
| 1992      | Beverly Hills, 90210                  | Ea însăși              | Episod: "Destiny Rides Again"            |
| 1992      | Stand By Your Man                     | Lorraine Popowski      | 6 episoade                               |
| 1994      | The Ren & Stimpy Show                 | Scout Leader (voce)    | Episod: "Eat My Cookies"                 |
| 1996–2002 | The Rosie O'Donnell Show              | Gazdă                  | Producătoare                             |
| 1996      | The Nanny                             | Cozette/Ea însăși      | 2 episoade                               |
| 1997      | The Twilight of the Golds             | Jackie                 |                                          |
| 1997      | Spin City                             | Ea însăși              | Episod: "An Affair to Remember"          |
| 1998      | Blue's Clues                          | Ea însăși              | Episod: "Blue's Birthday"                |
| 1999      | Jackie's Back                         | Ea însăși              | Cameo                                    |
| 1999      | Ally McBeal                           | Dr. Hooper             | Episod: "Let's Dance"                    |
| 2000      | Third Watch                           | Paramedic              | Episod: "Officer Involved"               |
| 2002      | Will & Grace                          | Bonnie                 | Episod: "Dyeing Is Easy, Comedy Is Hard" |
| 2003      | Judging Amy                           | Judge Nancy Paul       | Episod: "Judging Eric"                   |
| 2005      | Riding the Bus with My Sister         | Beth Simon             | film TV; producător executiv             |
| 2005      | Queer as Folk                         | Loretta Pye            | rol secundar                             |
| 2005      | All Aboard! Rosie's Family Cruise     | Ea însăși              | Producătoare                             |
| 2005–11   | Curb Your Enthusiasm                  | Ea însăși              | rol secundar                             |
| 2006–07   | The View                              | Moderatoare            |                                          |
| 2006–08   | Nip/Tuck                              | Dawn Budge             | rol secundar                             |
| 2008      | Little Britain USA                    | Ea însăși              | Sezonul 1, episodul 1                    |
| 2008      | Rosie Live                            |                        | Producătoare                             |
| 2008      | Christmas in Rockefeller Center 2008  |                        |                                          |
| 2009      | America                               | Dr. Maureen Brennan    | Producătoare                             |
| 2009–10   | Drop Dead Diva                        | Judge Madeline Summers | 4 episoade                               |
| 2011      | Who Do You Think You Are?             | Ea însăși              |                                          |
| 2011      | The Doc Club with Rosie O'Donnell     | Gazdă                  |                                          |
| 2011–12   | The Rosie Show                        | Gazdă                  | Producătoare                             |
| 2011–12   | Web Therapy                           | Maxine DeMaine         | rol secundar; 4 episoade                 |
| 2012      | Happily Divorced                      | Katy O'Grady           | Episod: "Mother's Day"                   |
| 2013      | Bomb Girls                            | Dottie Shannon         | Episod: "Something Fierce"               |
| 2013      | Smash                                 | Ea însăși              | 2 episoadee                              |
| 2013      | Impractical Jokers                    | Ea însăși              | Episod: "Everything's Just Rosie"        |
| 2014–15   | The View                              | Co-prezentatoare       |                                          |
| 2014–18   | The Fosters                           | Rita Hendricks         | rol secundar                             |
| 2015      | Rosie O'Donnell: A Heartfelt Stand Up | Ea însăși              | Special pe HBO                           |
| 2015      | Empire                                | Pepper O'Leary         | Episod: "Sinned Against"                 |
| 2016      | Mom                                   | Jeanine                | 2 episoade                               |
| 2016–19   | The $100,000 Pyramid                  | Ea însăși              | 3 episoade                               |
| 2016      | Match Game                            | Ea însăși              | jurată                                   |
| 2016      | Hairspray Live!                       | The Gym Teacher        |                                          |
| 2017      | When We Rise                          | Del Martin             |                                          |
| 2017–19   | American Dad!                         | Townie                 | 2 episoade                               |
| 2017      | Difficult People                      | Vanessa                | Episod: "Code Change"                    |
| 2017–19   | SMILF                                 | Tutu                   | Rol principal; 18 episoade               |
| 2020      | I Know This Much Is True              | Lisa Sheffer           | Rol principal; 5 episoade                |
| 2021      | Run the World                         | Dr. Nancy Josephson    | Episod: "My Therapist Says..."           |

### Filme
| An   | Titlu                                 | Rol                 | Note                     |
| ---- | ------------------------------------- | ------------------- | ------------------------ |
| 1992 | A League of Their Own                 | Doris Murphy        |                          |
| 1993 | Sleepless in Seattle                  | Becky               |                          |
| 1993 | Another Stakeout                      | A.D.A. Gina Garrett |                          |
| 1993 | Fatal Instinct                        | The Pet Shop Lady   |                          |
| 1994 | Car 54, Where Are You?                | Lucille Toody       |                          |
| 1994 | I'll Do Anything                      | Make-Up Person      |                          |
| 1994 | The Flintstones                       | Betty Rubble        |                          |
| 1994 | Exit to Eden                          | Sheila Kingston     |                          |
| 1995 | Now and Then                          | Roberta Martin      |                          |
| 1995 | Beautiful Girls                       | Gina Barrisano      |                          |
| 1996 | Harriet the Spy                       | Ole Golly           |                          |
| 1996 | A Very Brady Sequel                   | Ea însăși           | Cameo                    |
| 1998 | Wide Awake                            | Sister Terry        |                          |
| 1999 | Get Bruce                             | Ea însăși           | Documentar               |
| 1999 | Tarzan                                | Terk                | Voce                     |
| 2001 | Artists and Orphans: A True Drama     | Naratoare           |                          |
| 2001 | Hedwig and the Angry Inch             | Ea însăși           | Arhivă                   |
| 2001 | The Party's Over                      | Ea însăși           | Documentar               |
| 2005 | The Lady in Question is Charles Busch | Ea însăși           | Documentar               |
| 2005 | ShowBusiness: The Road to Broadway    | Ea însăși           | Documentar               |
| 2005 | Pursuit of Equality                   | Ea însăși           | Documentar               |
| 2006 | All Aboard! Rosie's Family Cruise     | Ea însăși           | Documentar; producătoare |
| 2009 | America                               | Dr. Maureen Brennan | film TV                  |

## Discografie
- A Rosie Christmas (1999)
- Another Rosie Christmas (2000)